# Sphecozone modica
Sphecozone modica là một loài nhện trong họ Linyphiidae. Loài này được phát hiện ở Argentina.